# Raspaciona calva
Raspaciona calva är en svampdjursart som beskrevs av Sarà 1958. Raspaciona calva ingår i släktet Raspaciona och familjen Raspailiidae. Inga underarter finns listade i Catalogue of Life.